# TV Vendée
 (juin 2020).
TV Vendée est une chaîne de télévision généraliste départementale diffusant en Vendée.

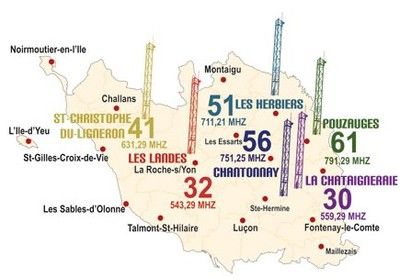
Carte des émetteurs de TV Vendée en 2008

## Histoire de la chaîne

### TV Vendée I (2005)
Début 2005, le département de la Vendée avait lancé une chaîne de télévision temporaire, TV Vendée, bénéficiant d'une autorisation temporaire du CSA pour émettre sur tout le département, sur quatre fréquences hertziennes (La Roche-sur-Yon, Saint-Gilles-Croix-de-Vie, Les Herbiers, Pouzauges et Les Sables-d'Olonne). L'audience potentielle était estimée à hauteur de 500 000 téléspectateurs.
Durant ces 6 mois d’essai, TV Vendée a traité quotidiennement de l’actualité sportive locale, en bénéficiant d'une année riche en événements sportifs : le Vendée Globe, le Tour de France 2005 partant de Fromentine. 
Au terme de cette période, la chaîne a arrêté sa diffusion (le 7 juillet 2005).
TV Vendée était dotée d'un capital de 100 000 € détenu à 80 % par le conseil général de la Vendée, à 5 % par ATV (télévision choletaise) et à 5 % par Atlantic Média. Parmi les autres actionnaires, on notait également Sodebo et PRB, chacun à hauteur de 3 %, l'équipe de Jean-René Bernaudeau Vendée cyclisme (1 %). Aucune recette publicitaire n'était prévue.
La société est dissoute le 30 décembre 2005.

### TV Vendée - Vendée Images (2008)
À l'issue de cette période, le CSA lança un nouvel appel à candidatures. Six sociétés se sont manifestées :
- la société Ouest communication pour le service Télé 102 ;
- l'Association pour la promotion et la gestion du canal local Canal 15, pour le projet Canal 15 ;
- la société Vent d'Ouest TV pour le projet Vendée Littoral TV ;
- la société SAEM Vendée Images pour le projet TV Vendée ;
- la société Télé Sud Vendée pour le service TSV ;

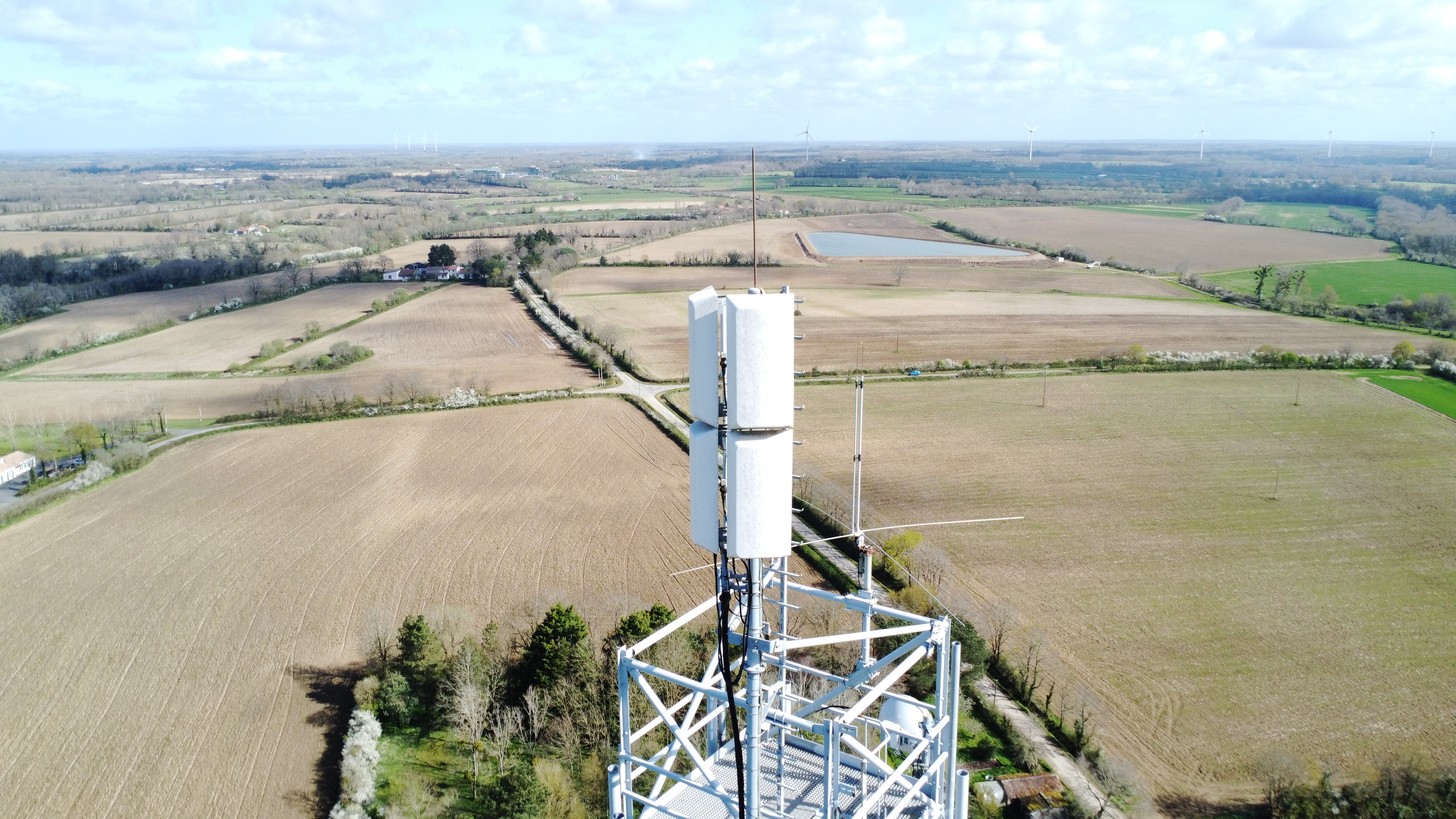
Panneaux Kathrein sur la tour TDF hertzienne de Saint Christophe du Ligneron pour la diffusion de TV Vendée en 2008.

- Panneaux Kathrein sur la tour TDF hertzienne de Saint Christophe du Ligneron pour la diffusion de TV Vendée en 2008.l'Association pour la diffusion du son, de la vidéo et du multimédia pour le projet TVL.

TV Vendée diffuse de nouveau sous la responsabilité de la société Vendée Images dont le siège est à Dompierre-sur-Yon, depuis le 28 janvier 2008, des programmes d'informations locales dans le département de la Vendée.
Depuis le 18 mai 2010, date de passage du département à la télévision numérique terrestre, TV Vendée émet sur la chaîne 34 sur le département, le sud de la Loire-Atlantique et le sud ouest du Maine-et-Loire. La chaine est également présente sur les box de Bouygues, SFR, Free et Orange.

1er logotype de TV Vendée, utilisé en 2005.
Logo actuel, utilisé depuis le 28 janvier 2008[4].

## Informations financières
La société Vendée Images a réalisé en 2018 avec 25 collaborateurs un chiffre d'affaires de 636 000 €

## Organisation
Administration :
- Président : Jean-Claude Forconi
- Directeur Général : Hervé Le Roch

## Programmes
La chaîne propose des rendez-vous d'information dans la journée, ainsi qu'un certain nombre d'émissions dédiées à la Vendée, à la valorisation de son patrimoine de ses Hommes. Dans le prolongement de son dixième anniversaire la chaine a changé le format de ses contenus pour plus de directs et d'immédiateté. Elle a notamment lancé une matinale de 7h à 9h et structuré son antenne pour proposer plusieurs JT différents à la demi de chaque heure afin de toucher un public plus large.
En 2020 comme en 2016, 2012 et 2008, TV Vendée mobilise ses équipes durant toute la durée du Vendée Globe, depuis l'installation du village aux Sables d'Olonne jusqu'à l'arrivée du vainqueur. La chaîne propose diverses émissions quotidiennes durant la course.

## Audiences
TV Vendée est regardée par 285 000 téléspectateurs en Vendée dont 99800 plusieurs fois par semaine (Source Médiamétrie  - Etude TV Locales 2018-2019) 